# ذنيان
ذُنْيَان أو قَدَمُ الأسد (الاسم العلمي: Leontopodium)، جنس نباتات مُزهرة من فصيلة النجمية. مهدهُ أوروبا وآسيا.

## الأنواع
من أنواعه:
- ذنيان جبلي
- ذنيان حملايا
- ذنيان ياباني
- ذنيان صيني
- ذنيان شينانوي